# ZTV (Nhật Bản)
ZTV là một nhà điều hành truyền hình cáp có trụ sở chính tại Tsu, Mie, Nhật Bản.